# Astellas Pharma
Astellas Pharma Inc (яп. アステラス製薬株式会社) –  японська фармацевтична компанія, яка була створена в результаті злиття Yamanouchi і Fujisawa у 2005 році. Вона входить до числа 20 найбільших міжнародних фармацевтичних компаній і має широке охоплення по всьому світу, налічуючи понад 17 200 співробітників у 40 країнах, включаючи країни, що розвиваються, такі як Бразилія, Росія, Індія та Китай .
Сенс існування компанії полягає в тому, щоб сприяти покращенню здоров'я пацієнтів у всьому світі, надаючи інноваційні та надійні фармацевтичні продукти у терапевтичних галузях, де медичні потреби все ще недостатньо задовольняються.
Інвестуючи майже 1,7 мільярда євро свого обороту у дослідження та розробку нових ліків, Astellas є одним з основних гравців у галузі онкології, імунології, включаючи трансплантацію, урології, інфекційних захворювань, неврології та метаболічних захворювань.